# Дельта и знаменосцы
Дельта и знаменосцы (англ. Delta and the Bannermen) — третья серия двадцать четвертого сезона британского научно-фантастического телесериала «Доктор Кто», состоящая из трёх эпизодов, которые были показаны в период со 2 по 16 ноября 1987 года.

## Сюжет
На далекой планете идет геноцид химеронцев, устраиваемый безжалостными Знаменосцами под предводительством Гаврока. Последняя выжившая, королева Дельта, сбегает вместе с яйцом, будущим её расы. Она направляется в космопорт, где несколько наварино планируют посетить Землю 1959 года, и садится в их автобус, где встречает Мел. Доктор следует за автобусом на ТАРДИС. Вскоре в порт прилетает корабль знаменосцев, которые убивают начальника порта.
Корабль врезается в американский спутник и падает не у Диснейленда, а у лагеря "Шангри-Ла" в Южном Уэльсе, в котором оказываются рады принять новых гостей, особенно им рад управляющий Бертон, а водитель корабля, замаскированного под старый автобус, Мюррей тем временем начинает ремонт. Мел узнает ситуацию Дельты и видит вылупление зелёной малышки из яйца, которая начинает быстро расти. Дельта подкармливает ее аналогом королевского желе у пчел.
Дельта пытается отвлечься от ситуации и идет на танцы, где в нее влюбляется механик Билли, чем расстраивает Рэй, которая любит его сама. Последняя обсуждает это с Доктором, и во время разговора они видят наемника, вызывающего знаменосцев. С утра Дельта и Билли отправляются на романтическую поездку на мотоцикле, а Доктор убеждает Бертона эвакуировать лагерь, помогает Мюррею починить корабль и идет искать Дельту и Билли. Но прибывают знаменосцы, взрывают уже взлетающий корабль вместе с пассажирами и берут Мел в заложники. Доктор пытается убедить их улететь, но безуспешно, хотя ему удается спасти Бертона и Мел.
Двое знаменосцев удерживают в плену двоих американских агентов, Хока и Вайсмюллера, ищущих пропавший спутник. Они устраивают засаду на Доктора, и ставят на него маячок. Рэй удается спасти агентов, и все прячутся у таинственного пасечника Горонви.
Знаменосцы отслеживают Доктора до пасеки, и как только они приближаются, химеронская принцесса издает громкий крик, травмирующий уши знаменосцев. Дельта убивает одного из них, второй сбегает к Гавроку и рассказывает ему о местонахождении Доктора. Тот устанавливает ловушку на ТАРДИС и отправляется с отрядом к Горонви, где на них сначала опрокидывается мед, а затем нападают пчелы. Тем временем Доктор с компанией отправляются в Шангри-Ла и строят укрепления. Билли настраивает аудиосистему, чтобы она усиливала крик принцессы. Также, узнав о значении королевского желе в цикле пчел, он съедает немного его аналога для принцессы, надеясь стать химеронцем.
Знаменосцы нападают на лагерь, но попадают под крик принцессы, а Гаврок попадает в установленную им же ловушку на ТАРДИС и погибает. Остальных знаменосцев легко берут в плен. Дельта и Билли берут корабль знаменосцев и вместе с принцессой и пленниками направляются на межгалактический военный трибунал. Доктор возвращает Хоку и Вайсмюллеру пропавший спутник. Тем временем возвращаются и остальные посетители лагеря, а Доктор и Мел улетают.

## Трансляции и отзывы
| Эпизод            | Дата показа    | Продолжительность | Телезрители (в миллионах) |
| ----------------- | -------------- | ----------------- | ------------------------- |
| «Часть 1»         | 2 ноября 1987  | 24:33             | 5,3                       |
| «Часть 2»         | 9 ноября 1987  | 24:39             | 5,1                       |
| «Часть 3»         | 16 ноября 1987 | 24:30             | 5,4                       |
| [ 1 ] [ 2 ] [ 3 ] |                |                   |                           |

## Интересные факты
- В серии впервые появился фирменный зонтик Седьмого Доктора с ручкой в форме вопросительного знака.
- Стивен Моффат одобрил фанатскую теорию о том, что пасечник Горонви - Доктор ушедший на пенсию, сказав, что она прекрасно подходит к фразе Доктора об уходе на пенсию и разведении пчёл из серии «Имя Доктора».
- Со времён серии «Планета гигантов» это первая трёхэпизодная серия (не считая серии «Два Доктора», состоящей из трех 45-минутных эпизодов) и первая, планирующаяся с самого начала именно такой длины.
- Из-за планов Бонни Лэнгфорд уйти из сериала, персонаж Рэй изначально планировалась в качестве новой компаньонки Доктора, но к моменту создания серии та еще не определилась, когда она это сделает. Вскоре серия была перенесена с конца сезона на более ранний срок, и был придумана Альф, позже переименованная в Эйс, которая была введена в следующей серии.
- Лагерь, в котором снималась серия, был заброшен и после этого использован в сериях «Пустой ребёнок» и «Доктор танцует».
- В саундтреке серии используются многие известные рок-н-ролльные композиции ("Rock Around the Clock", "Singing the Blues", "Why Do Fools Fall in Love", "Mr. Sandman", "Goodnite, Sweetheart, Goodnite", "That'll Be the Day", "Only You (And You Alone)", "Lollipop", "Who's Sorry Now?" и "Happy Days Are Here Again") в обработке несуществующей группы "The Lorells", созданной композитором сериала Кефом Маккалохом.
- Название серии является отсылкой к пост-панк группе Echo & The Bunnymen.
- Мотоцикл, на котором ездит Билли, сделан компанией Vincent Motorcycles, а гитара, которую держит Доктор в конце серии - Fender Squier Stratocaster, однако модели, еще не существовавшей в 1959 году.
- В эпизодической роли снялся известный комик Кен Додд.